# Jil Jadid
 (mai 2022).
 (avril 2021).
Jil Jadid est un parti politique algérien créé le 11 mars 2011.

## Histoire
Jil Jadid est créé le 11 mars 2011 par plusieurs acteurs politiques, dont Soufiane Djilali, Smail Saidani et Zoheir Rouis[réf. nécessaire]. 
Il tient son congrès constitutif le 3 mars 2012 et  est agréé le 18 mars. 
Le 25 février 2017, Jil Jadid tient son premier congrès ordinaire, au cours duquel il élit Soufiane Djilali président du parti et adopte son projet de société. 
Sa devise est « Le devoir d’agir »[réf. nécessaire].
Jil Jadid est aujourd’hui présent sur l’ensemble du pays et dispose d’une représentation au sein de la communauté algérienne à l’étranger[réf. nécessaire].

## Participation aux élections

### Elections législatives et locales de 2012
Deux mois après son agrément, le parti participe aux élections législatives de mai 2012 avec 41 listes.
Il a également participé aux élections communales de novembre 2012, où il a obtenu la majorité dans 12 communes et plus de 122 élus locaux, dont 28 femmes[source insuffisante].

### Élection présidentielle de 2014
Lors du conseil national du 27 septembre 2013, le parti décide de participer à l'élection présidentielle d’avril 2014. Le 2 novembre 2013, Soufiane Djilali annonce sa candidature à l'élection présidentielle d'avril 2014. Une candidature qu'il décide de retirer le 1er mars 2014 après l'annonce du président sortant de briguer un quatrième mandat.

### Elections législatives et locales de 2017
Le 24 décembre 2016, le Conseil National du parti a annoncé le boycott des élections législatives du 4 mai 2017 et ce en raison de la détermination manifeste du pouvoir à empêcher toute possibilité d’évolution de la scène politique et toute éventualité d’une quelconque alternance et de son refus d’instituer une véritable commission indépendante pour la gestion des élections. 

### Election présidentielle du 12 décembre 2019
Le 14 septembre, veille de la convocation du corps électoral, Jil Jadid a annoncé son rejet de l’élection présidentielle du 12 décembre 2019 en raison de l’absence de garanties de transparence, de refus de tout dialogue avec l’opposition et de rejet de ses préalables.

### Élections législatives et locales de 2021
Lors du conseil national du 10 avril 2021, le parti décide de participer aux élections législatives du 12 juin 2021 et obtient un siège.
Jil Jadid participe également aux élections locales de novembre 2021, durant lesquelles le parti remporte 64 sièges au niveau des conseils communaux et 6 sièges seulement au niveau de APWI (2 dans la wilaya d'EL Tarf et 4 dans celle de Mila),.  

## Positions politiques

### Coordination nationale pour les libertés et la transition démocratique
Jil Jadid a fondé en 2013, avec des partis et des personnalités de l'opposition, la Coordination Nationale pour les Libertés et la Transition Démocratique (CLTD), une Coordination qui a regroupé toute l’opposition algérienne au sein d’une Instance de Coordination et de Suivi de l’Opposition (ICSO) et adopté une plate-forme commune lors du 1er congrès de l’opposition tenu à Zéralda le 10 juin 2014.
Le 1er juin 2016, Jil Jadid annonce son retrait de la CNLTD en l'absence d'accord des autres partenaires à s'engager à ne pas entrer en discussions bilatérales avec le régime et de ne pas participer aux élections en l'absence de la mise en place de la commission d'organisation et de surveillance des élections telle que demandée par la CNLTD.

### Propositions de sortie de crise
Le 27 août 2017, Jil Jadid a rendu publiques ses propositions de sortie de crise en proposant de profondes réformes politiques et institutionnelles dont le premier acte devrait être inauguré par l’élection d’un nouveau Président de la République. Considérant l’urgence de la situation, et compte tenu que l’actuel Président de la République n’a pas consenti à provoquer des élections anticipées, Jil Jadid propose la mise en œuvre de l’article 102 de la Constitution pour débloquer la situation (destitution pour cause de maladie). Durant l’été 2017, il mène une campagne publique relative à la mise en œuvre de l’article 102 de la constitution.
Le 16 septembre 2017, le Conseil National de Jil Jadid annonce le boycott du scrutin local devant se tenir le 23 novembre.
Le 26 janvier 2018, Jil Jadid  appelle à une candidature unique de l'opposition. Propositions réitérées, le 10 mars 2018, à l’occasion du 7e anniversaire du parti, en présence des responsables de syndicats autonomes, associations des droits de l’Homme et de la société civile, des partis de l’opposition démocratique et des personnalités[réf. nécessaire].

### Mouwatana - Citoyenneté
Le 26 mai 2018, Jil Jadid, avec plusieurs acteurs politiques et de la société civile[Lesquels ?] demande publiquement à M. Bouteflika de ne pas se présenter à un 5e mandat[réf. nécessaire] et le 10 juin, il annonce, avec plusieurs partis, associations et militants de la société civile et des droits de l’homme, la création d’un mouvement citoyen « Démocratie-Citoyenneté », « Mouwatana » (citoyenneté) destiné à « hâter le départ du régime et à préparer les véritables conditions d’une transition politique pacifique ». Mouwatana a organisé dans plusieurs villes des sorties destinées à briser le mur de la peur et proposé le 13 octobre une feuille de route destinée à sortir le pays de la crise[réf. nécessaire].

### Le Hirak
Jil Jadid rejoint le mouvement populaire entamé le 22 février et le 10 mars 2019, il rend publique sa proposition de sortie de crise. Le 27 mars, et prenant acte que le peuple algérien avait démontré sa capacité à s’approprier sa citoyenneté, il annonce son retrait de Mouwatana qui devait désormais être dirigée par les membres de la société civile.
Le 2 juin, puis le 6 juillet devant le Forum national du dialogue organisé par l’opposition, puis le 22 août au Panel de la médiation et enfin le 24 août 2019 lors de la rencontre de la société civile, partis et syndicats, Jil Jadid a proposé une sortie de crise par l’organisation d’une élection présidentielle couplée à un processus constituant pour aboutir à une Constitution de la nouvelle Algérie, avec les préalables relatifs à la libération des détenus d’opinion et à la libéralisation des espaces d’expression et de manifestations. 
Le 14 janvier 2020, et après la libération de plusieurs dizaines de détenus d’opinion, le président de Jil Jadid, Soufiane Djilali, rencontre le président Tebboune. Lors de cet entretien, Jil Jadid a réitéré sa demande de libération de tous les détenus d’opinion en citant les cas de Karim Tabou, Samir Benlarbi Fodhil Boumala et Abdelawhab Farsaoui, ainsi que tous les détenus du Hirak. Par ailleurs, Soufiane Djilali a insisté pour une véritable ouverture des médias, y compris les sites bloqués. Enfin, le président de Jil Jadid, abordant les réformes constitutionnelles, a proposé de clarifier les dispositions constitutionnelles pour délimiter le champ du pouvoir sécuritaire, séparer le militaire du civil, tout en donnant les moyens à une sécurisation de l’État.
À l'occasion du référendum constitutionnel du 1er novembre, le président du parti a souligné que la nouvelle mouture était « bien meilleure que celle de 2016 ». Le parti n'a cependant donné aucune consigne de vote à ses militants et s'est abstenu de faire campagne pour le oui ou pour le non préférant éclairer l'opinion publique sur les avancées de ce projet mais aussi sur ces insuffisances afin que les algériens, qui se sont réappropriés leur citoyenneté à la faveur du Hirak, puissent se prononcer en connaissance de cause.

### Loi de 2025 sur les mines[13]
Dès l’annonce du projet de loi, Jil Jadid a initié une série d’alertes publiques, dénonçant les risques pour "la souveraineté nationale" des ressources stratégiques algériennes. Le parti, dirigé par Soufiane Djilali, a exploité les plateformes numériques pour diffuser des analyses critiques, soulignant les précédents internationaux où une telle libéralisation a conduit à une dépendance économique, et les risques que l'Algérie pourrait prendre avec la promulgation de cette loi.
Ces efforts de sensibilisation ont culminé le 26 juillet 2025 avec la publication d’un communiqué conjoint aux côtés du Parti des Travailleurs (PT) et du Rassemblement pour la Culture et la Démocratie (RCD), marquant une coalition inédite dans l’opposition algérienne. Dans leur déclaration commune les trois partis d'opposition appelle le président de la république (Mr Tebboune) à  "geler cette loi anticonstitutionnelle et antinationale en s’abstenant de la promulguer "